# Brachystegia kalongensis
Brachystegia kalongensis är en ärtväxtart som beskrevs av De Wild. Brachystegia kalongensis ingår i släktet Brachystegia och familjen ärtväxter. Inga underarter finns listade i Catalogue of Life.